# Marziale (nome)
Marziale  è un nome proprio di persona italiano maschile.

## Varianti in altre lingue
- Basco: Markel[3], Martza[4]
- Catalano: Marcial[4]
- Francese: Martial[3]
- Inglese: Martial[3][5]
- Latino: Martialis[1][3][5]
- Polacco: Marcjalis
- Spagnolo: Marcial[3][4]

## Origine e diffusione
Riproduce, per via dotta, il cognomen latino Martialis, un aggettivo teoforico riferito al dio romano Marte, al pari di Martino, Marco, Marzio e altri. Il significato è quindi "di Marte", "nato sotto il segno di Marte" o, in senso lato, "battagliero".
Il nome è stato portato da molti santi, il cui culto però è assai debole in Italia, come dimostrato, oltre che dalla rarità del nome, anche dalla scarsità di toponimi del tipo "San Marziale", che invece abbondano in Francia (Saint-Martial) e in Spagna (San Marcial o Sant Marsal).

## Onomastico
L'onomastico si può festeggiare in memoria di uno dei numerosissimi santi che hanno portato questo nome (alcune fonti ne registrano oltre quaranta); tra i tanti, si possono ricordare, alle date seguenti:
- 30 giugno, san Marziale, vescovo di Limoges, evangelizzatore dell'Aquitania[1][2][6][7]
- 10 luglio, san Marziale, figlio di santa Felicita, martire a Roma[1][6][7]
- 22 agosto, san Marziale, martire a Porto[1]
- 13 ottobre, san Marziale, martire a Cordova con i santi Fausto e Gennaro sotto Diocleziano[1][6][7]

## Persone

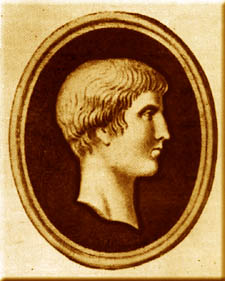
Marco Valerio Marziale

- Marco Valerio Marziale, poeta romano
- Marziale di Limoges, missionario e vescovo romano
- Marziale Carpinoni, pittore italiano
- Marziale Cerutti, generale e aviatore italiano
- Marziale Ducos, giornalista e politico italiano

### Variante Martial
- Martial Beyrand, generale francese

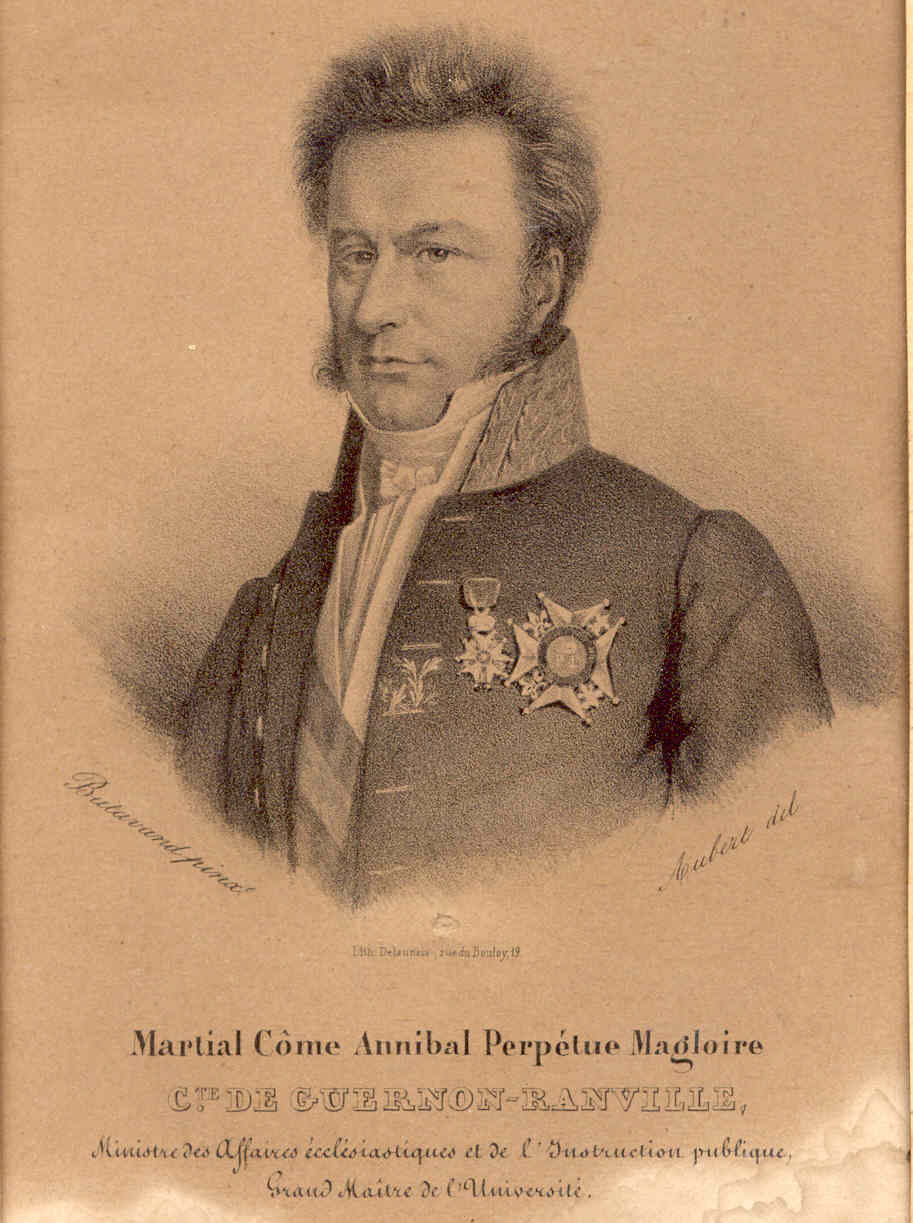
Martial de Guernon-Ranville

- Martial Chazotte, militare francese
- Martial de Guernon-Ranville, magistrato e politico francese
- Martial Gayant, dirigente sportivo, ciclista su strada e ciclocrossista francese
- Martial Herman, politico francese
- Martial Mbandjock, velocista francese

### Altre varianti
- Marcial Álvarez, attore spagnolo
- Markel Irizar, ciclista su strada spagnolo
- Marcial Maciel Degollado, presbiterio messicano
- Markel Susaeta, calciatore spagnolo